# Antonio Cieri
Antonio Cieri (Vasto, 11 novembre 1898 – Huesca, 7 aprile 1937) è stato un anarchico italiano, caduto nella guerra civile spagnola.

## Biografia
Durante la prima guerra mondiale ebbe il grado di ufficiale e fu più volte decorato.
Militante del movimento anarchico di Ancona, in cui era impiegato presso le Ferrovie dello stato come disegnatore tecnico (talvolta gli viene attribuito, a torto, il titolo di architetto), nel 1921, a causa della sua attività politica, fu trasferito a Parma. Qui, durante i Fatti di Parma, nell'agosto 1922 insieme a Guido Picelli - che dirigeva l'intera formazione - fu comandante degli Arditi del Popolo a difesa dell'Oltretorrente, rione popolare di Parma, durante gli assalti degli squadristi fascisti di Italo Balbo, che aveva sostituito Roberto Farinacci, al comando degli squadristi, a causa dell'inefficienza dimostrata, su ordine di Benito Mussolini.
Pino Cacucci ha scritto un libro Oltretorrente, che tratta approfonditamente la difesa, appunto, dei quartieri proletari di Parma.
Andò in esilio nel 1923 quando fu licenziato dalle Ferrovie. A Parigi nel 1925 riprese la sua attività di anarchico militante fondando il periodico Umanità Nova. Nel 1936, fa parte di quelli che partirono per formare sotto la direzione di Carlo Rosselli, Berneri e Angeloni la "Sezione Italiana della Colonna Ascaso" nella guerra civile spagnola.
Nella metà di aprile del 1937 la Colonna Italiana - comandata da Giuseppe Bifolchi
 tenta di espugnare il difficile sito di Carrascal di Huesca, in questi combattimenti muore Cieri. Il 13 aprile l'attacco è portato dalla 29ª Divisione (prima denominata Colonna Lenin del POUM) fra i combattenti italiani ci sono Etrusco Benci
, Pietro Fancelli, Mario Traverso, Giuseppe Fusero
, Pasquale Fioravanti
, Camillo Lanzilotta
 (nome di battaglia Lancillotto o Nathan).
In particolare Cieri fu a capo della squadra dei “bomberos”, da lui appositamente addestrata per l'assalto. Il 7 aprile 1937 cadde in combattimento durante l'assalto per la presa di Huesca; la conquista della città non riuscì e lo ricorda anche George Orwell; esiste una poesia di John Conford, scritta in quella situazione. I figli di Antonio Cieri, Ubaldo e Renee, furono allevati da Giovanna Caleffi moglie di Camillo Berneri.

Nel 70° della guerra di Spagna è stata inaugurata e posta in opera una lapide a ricordo di Antonio Cieri a Borgo del Naviglio, Parma; la commemorazione è stata a cura di Massimo Ortalli in collaborazione con l'Archivio Storico della Federazione Anarchica Italiana di Imola.

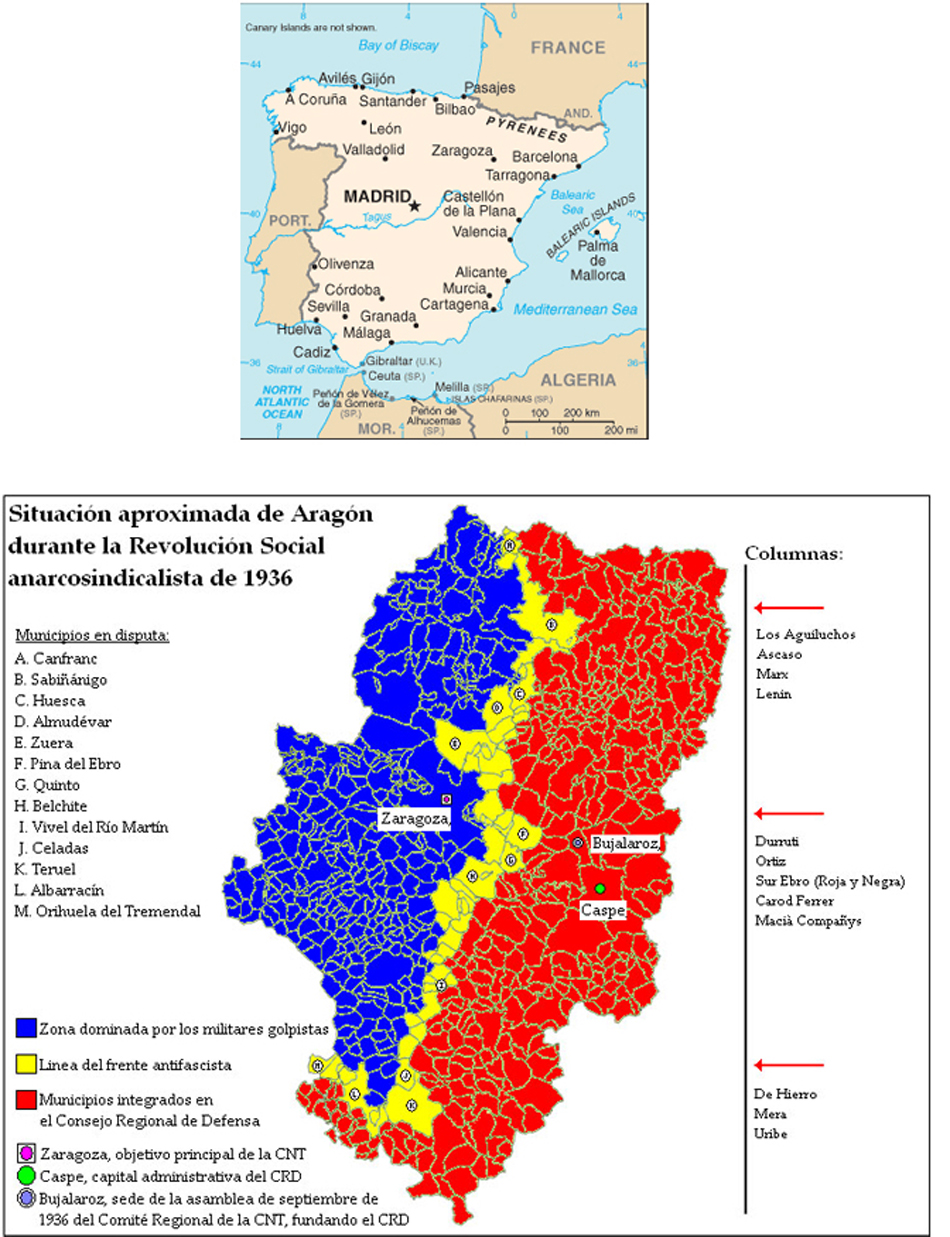
posizione formazioni anarchiche su fronte aragonese; nella mappa viene evidenziata Huesca, zona di durissimi scontri, dove cadde Cieri

## Il ricordo
Parma gli dedicò una piazza nel 1984.
Una Lapide in piazza Rossetti a Vasto
targa a ricordo di Antonio Cieri piazzetta borgo Naviglio - Parma, PR